# NGC 181
NGC 181 (również PGC 2287) – galaktyka spiralna (S?), znajdująca się w gwiazdozbiorze Andromedy. Odkrył ją Édouard Jean-Marie Stephan 6 października 1883 roku.